# Не пуша вече!
Не пуша вече! Съветите на един бивш заклет пушач (оригиналното заглавие на английски: The Easy Way to Stop Smoking) е книга за самопомощ от британския писател и консултант Алън Кар, чиято цел е отказване от тютюнопушенето. Това е най-известната книга на Кар и най-продаваната сред книгите му, спечелила широко признание по целия свят, ставайки световен бестселър.